# Miccolamia binodosa
Miccolamia binodosa är en skalbaggsart som beskrevs av Maurice Pic 1935. Miccolamia binodosa ingår i släktet Miccolamia och familjen långhorningar. Inga underarter finns listade i Catalogue of Life.